# Progasti mungo
Progasti mungo (znanstveno ime Mungos mungo) je vrsta ihneumona (munga), ki izvira iz Sahela do južne Afrike. Živi v savanah, odprtih gozdovih in traviščih ter se prehranjuje predvsem s hrošči in stonogami. Mungi za zavetje uporabljajo različne vrste brlogov, vključno s termitnjaki. Medtem ko večina vrst mungov živi samotno, progasti mungo živi v kolonijah s kompleksno družbeno strukturo.

## Lastnosti
Progasti mungo je močan mungo z veliko glavo, majhnimi ušesi, kratkimi mišičastimi okončinami in dolgim repom, ki je skoraj tako dolg kot preostalo telo. Živali z bolj mokrih območij so večje in temnejše obarvane kot živali iz suhih regij. Trebušni del telesa je višji in bolj okrogel od predela prsi. Groba dlaka je sivkasto rjava in črna, na hrbtu pa je več temno rjavih do črnih vodoravnih črt. Okončine in gobček so temnejši, spodnji del pa svetlejši od preostalega telesa. Progasti mungo ima dolge močne kremplje, ki jim omogočajo, da kopljejo zemljo. Barva nosu progastega munga se spreminja od sivo-rjave do oranžno-rdeče.
Odrasla žival lahko doseže dolžino od 30 do 45 cm in težo od 1,5 do 2,25 kg. Rep je dolg od 15 do 30 cm.

## Taksonomija
Viverra mungo je bilo znanstveno ime, ki ga je leta 1788 predlagal Johann Friedrich Gmelin za munga, ki ga je prej opisalo več drugih naravoslovcev. V 19. in 20. stoletju je več naravoslovcev opisalo primerke munga in predlagalo podvrste:
- Adailski progasti mungo, M. m. adailensis (Heuglin, 1861)
- Bororski progasti mungo, M. m. bororensis (Roberts, 1929)
- Severozahodni progasti mungo, M. m. caurinus (Thomas, 1926)
- Vzhodnoafriški progasti mungo, M. m. colonus (Heller, 1911)
- M. m. fasciatus (Desmarest, 1823)
- Namibijski progasti mungo, M. m. grisonax (Thomas, 1926)
- Schwarzov progasti mungo, M. m. mandjarum (Schwarz, 1915)
- M. m. marcrurus (Thomas, 1907)
- Bocvanski progasti mungo, M. m. ngamiensis (Roberts, 1932)
- M. m. pallidipides (Roberts, 1929)
- M. m. rossi (Roberts, 1929)
- M. m. senescens (Thomas & Wroughton, 1907)
- M. m. somalicus (Thomas, 1895)
- Talbotov progasti mungo, M. m. talboti (Thomas & Wroughton, 1907)
- M. m. zebra (Rüppell, 1835)
- M. m. zebroides (Lönnberg, 1908)

## Razširjenost in habitat
Progaste munge najdemo v velikem delu vzhodne, jugovzhodne in južno-srednje Afrike. Obstajajo tudi populacije v severnih savanah zahodne Afrike. Progasti mungo živi v savanah, odprtih gozdovih in travnikih, zlasti v bližini vode, pa tudi v suhih, trnastih grmičevjih, ne pa tudi v puščavah. Vrsta za zavetje uporablja različne vrste brlogov, najpogosteje termitnjake. Živele bodo tudi v skalnatih zavetiščih, goščavah, žlebovih in rovih pod grmovjem. Mungi imajo raje več vhodne termitnjake z odprto goščavo, v povprečju 4 m od najbližjega zavetišča, ki je v polzaprtem gozdu. V nasprotju z brlogom pritlikavega ihneumona so brlogi progastih mungov manj odvisni od vegetacije in imajo več vhodov. Progasti mungo živi v večjih skupinah kot pritlikavi ihneumon, zato več vhodov pomeni, da ima več članov dostop do brloga in prezračevanja. Razvoj kmetijstva na celini je pozitivno vplival na število progastih mungov. Pridelki kmetijskih zemljišč služijo kot dodaten vir hrane.
Progasti mungo živi na številnih zavarovanih območjih Afrike.[1] Serengeti v Tanzaniji ima gostoto približno treh mungov na km 2. V južnem KwaZulu-Natalu je število podobno z gostoto pri 2,4 km 2. Narodni park kraljice Elizabete ima veliko večjo gostoto z 18/km 2.

## Vedenje in ekologija
Progasti mungo živi v mešanih skupinah po 7–40 osebkov s povprečno okoli 20 posamezniki. Skupine ponoči skupaj spijo v podzemnih brlogih, pogosto zapuščenih termitnjakih in pogosto menjajo brlog (vsakih 2–3 dni). Kadar ni na voljo zatočišča in ga plenilci, kot so afriški hijenski psi, močno pritisnejo, bo skupina oblikovala kompaktno razporeditev, v kateri bodo ležali drug na drugem z glavami obrnjenimi navzven in navzgor. Na splošno ni stroge hierarhije v skupinah in je agresivnost nizka. Včasih se lahko prepirajo zaradi hrane. Vendar pa običajno zmaga tisti, ki prvi zahteva hrano. Večina agresije in hierarhičnega vedenja se pojavi med samci, ko so samice v estrusu. Samice običajno niso agresivne, vendar živijo v hierarhijah, ki temeljijo na starosti. Starejše samice imajo zgodnejše obdobje estrusa in imajo večja legla. Ko postanejo skupine prevelike, nekatere samice iz skupine iztisnejo bodisi starejše samice bodisi samce. Te samice lahko tvorijo nove skupine s podrejenimi samci.
Odnosi med skupinami so zelo agresivni in mungi so včasih med srečanji med skupinami ubiti in poškodovani. Kljub temu se plemenske samice med boji pogosto parijo s samci iz rivalskih skupin. Mungi vzpostavijo svoja ozemlja z dišavnimi oznakami, ki lahko služijo tudi kot komunikacija med tistimi v isti skupini. V družbi progastih mungov obstaja jasna ločitev med paritvenimi tekmeci in teritorialnimi tekmeci. Posamezniki znotraj skupin so tekmeci za partnerje, medtem ko so tisti iz sosednjih skupin konkurenti za hrano in vire.

### Prehranjevanje
Progasti mungo se prehranjuje predvsem z žuželkami, stonogami, majhnimi plazilci in pticami. Večino njihove prehrane predstavljajo stonoge in hrošči , vendar pogosto jedo tudi mravlje, čričke, termite, kobilice, gosenice in strigalice. Drugi predmeti plena so žabe, kuščarji, majhne kače, talne ptice ter jajca ptic in plazilcev. V nekaterih primerih bodo pili vodo iz deževnih tolmunov in jezer.
Progasti mungo se hrani v skupinah, vendar vsak član išče hrano sam. Hranijo se zjutraj nekaj ur, nato pa počivajo v senci. Po navadi ponovno nabirajo pozno popoldne. Mungi uporabljajo svoj voh, da poiščejo svoj plen in ga izkopljejo s svojimi dolgimi kremplji, tako v luknjah v tleh kot v luknjah na drevesih. Pogosti so tudi v bližini iztrebkov velikih rastlinojedih živali, saj ti privabljajo hrošče. Za komunikacijo se vsakih nekaj sekund sproži nizko godrnjanje. Hranijo se tudi posamezno in niso skupni hranilci. Ko lovijo plen, ki izloča toksine, ga bodo kotalili po tleh. Trpežen plen vržejo na trde površine.

### Razmnoževanje
Za razliko od večine drugih družabnih vrst mungov se lahko razmnožujejo vse samice v skupini progastih mungov. Vse vstopijo v estrus približno 10 dni po porodu in jih varujejo in se parijo 1–3 dominantni samci. Dominantni samci spremljajo samice in jih agresivno branijo pred podrejenimi. Medtem ko ti samci opravijo večino parjenja, samice pogosto poskušajo pobegniti pred njimi in se pariti z drugimi samci v skupini. Prevladujoči samec bo 2–3 dni varoval vsako samico. Samec, ki je na straži, bo priskočil na vsakega samca, ki bi se mu približal. Samec, ki ne varuje, lahko sledi samcu in njegovi samici in se lahko sooči z napadom. Samci, ki ne varujejo, se parijo na bolj skriven način. Tovrstno "prikradeno" vedenje je podobno temu, kar počnejo podrejeni samci ribje vrste Neolamprologus pulcher; poskušajo se pariti tudi s samicami, ki jih varujejo prevladujoči samci.
Brejost traja 60-70 dni. V večini poskusov vzreje vse samice skotijo na isti dan  ali v nekaj dneh. Legla se gibljejo od 2 do 6 mladičev in povprečno 4. Prve štiri tedne življenja mladiči ostanejo v brlogih, kjer tvorijo izključni odnos z enim samim pomočnikom ali spremljevalcem, katerega genetski odnos z mladiči ni znan. Ti pomočniki so na splošno mladi neplodni samci ali plemenske samice, ki so prispevale k trenutnemu leglu in pomagajo zmanjšati konkurenco pri dodeljevanju hrane med mladiči. V tem času jih varujejo ti pomočniki, medtem ko se drugi člani skupine odpravijo na izlete v iskanju hrane. Po štirih tednih lahko mladiči sami iščejo hrano. Za vsakega mladiča skrbi en sam odrasel "spremljevalec", ki mladiču pomaga pri iskanju hrane in ga varuje pred nevarnostjo. Mladiči postanejo prehransko neodvisni pri treh mesecih starosti.

#### Težave pri parjenju v sorodstvu
Nekaj študij je našlo dokaze o rednem izogibanju sokrvnemu parjenju pri sesalcih, vendar so progasti mungi izjema.
Sorodstvena depresija je v veliki meri posledica homozigotnega izražanja škodljivih recesivnih alelov. Zdi se, da se pri progastih mungih pojavlja depresija pri sorodstvenem parjenju, kar kaže upad telesne mase potomcev z naraščajočim koeficientom parjenja v sorodstvu. Ta ugotovitev kaže, da bi bilo koristno izogibanje sorodstvenemu razmnoževanju. Ugotovljeno je bilo, da so pari, ki se uspešno razmnožujejo, manj sorodni, kot je bilo pričakovano pri naključnem parjenju.

### Medvrstni odnosi
V Keniji in Ugandi so opazili, da progasti mungi odstranjujejo klope, bolhe in druge parazite z svinj bradavičark.